# Biblia Lincolna

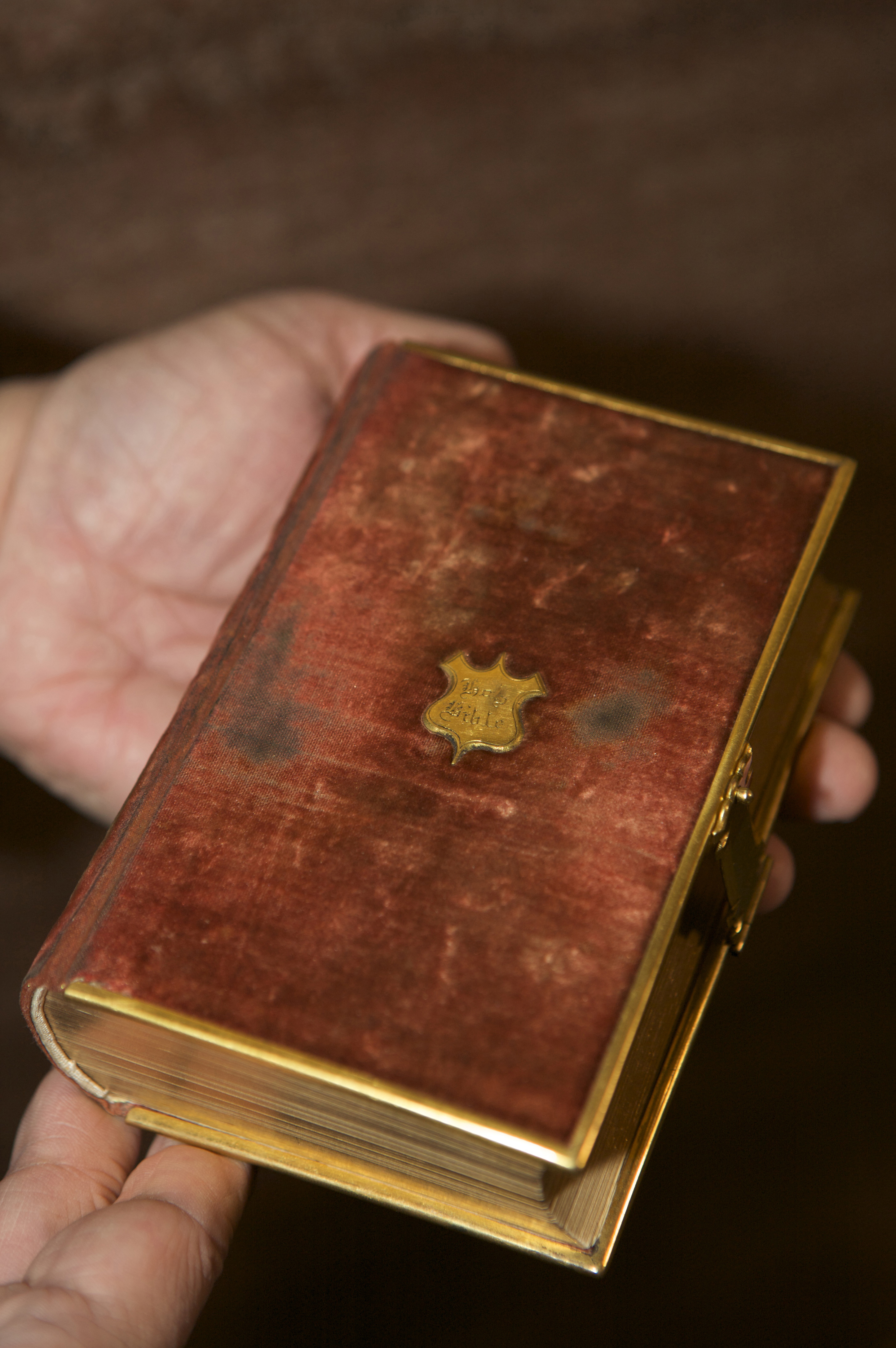
Biblia Lincolna

Biblia Lincolna – Biblia, na którą przysięgał Abraham Lincoln podczas swojego zaprzysiężenia na urząd Prezydenta Stanów Zjednoczonych w dniu 4 marca 1861 roku. Znajduje się w zbiorach Biblioteki Kongresu Stanów Zjednoczonych. Po raz drugi Biblia została użyta po 148 latach przez Baracka Obamę podczas jego zaprzysiężenia w dniu 20 stycznia 2009 roku.
Biblia została wydana przez Oxford University Press w 1853 roku. Ma 1280 stron, mierzy około 15 centymetrów długości, 10 centymetrów szerokości i ma około 4,5 centymetra grubości. Oprawiona jest w bordowy aksamit ze złoconymi brzegami.